# تصور موجه
التصور الموجه (يُعرف أيضًا بالتصور الموجه الوجداني أو كي آي بّي أو العلاج النفسي التصوري لكاتاثيم): هو التدخل على العقل والجسم، يساعد فيه ممارس أو معلم مدرب مشاركًا أو مريضًا على استحضار صور ذهنية وتوليدها؛ لتحاكي استعادة خلق الإدراك الحسي للمشاهد والأصوات والطعوم والروائح والحركات والصور المترافقة مع اللمس مثل القوام والحرارة والضغط، بالإضافة إلى المحتوى التصوري أو العقلي الذي يواجهه المريض أو المشارك كتحدٍ للفئات الحسية التقليدية، والذي قد يؤدي إلى عواطف أو مشاعر قوية بغياب المنبهات الخاصة بالمستقبلات الحسية المرتبطة به.
يمكن للممارس أو المعلم تسهيل هذه العملية لفرد أو مجموعة بنفسه. أو بشكل بديل، يمكن أن يتبع المشارك أو المريض التوجيهات المتوفرة عبر تسجيل صوتي أو فيديو أو وسائط سمعية بصرية تتضمن تعليمات منطوقة قد تُرفق بموسيقى أو صوت.

## عين العقل
تعود فكرة «عين العقل» على الأقل إلى إشارة شيشرون إليها باللاتينية أثناء مناقشته لاستخدام الخطيب للتشبيه المناسب.
في هذه المناقشة، لاحظ شيشرون أن الإشارات إلى «شيء من إرث سيرتيس» (المسمى قابس حديثًا) و«شيء من ممتلكات كاريبديس» تضمنت تشبيهات «متكلفة جدًا» (مبالغ بها)، ونصح الخطيب أن يتحدث بدلًا من ذلك عن «الصخرة» و«الخليج» على التوالي، بذريعة أن «عيون العقل تتوجه بسهولة أكبر للأشياء التي رأيناها، أكثر من تلك التي سمعنا عنها فقط».
ظهر مصطلح «عين العقل» أول مرة في إنجلترا في حكاية رجل القانون لتشوسر (1387 قبل الميلاد) في مجموعة حكايات كانتربري، إذ روى لنا أن واحدًا من الرجال الثلاثة القاطنين في قلعة كان أعمى، وتمكن من الرؤية «بعيون عقله» فقط، أي تلك العيون «التي يرى بها جميع الرجال بعد أن يصبحوا عميانًا».

## التصور العقلي في الحياة اليومية

### طريقتا توليد التصور العقلي
هناك طريقتان أساسيتان تُولَّد بهما التصورات العقلية: إرادية ولاإرادية.
يعَد التوليد اللاإرادي والعفوي للتصور العقلي متممًا للمعرفة والإدراك الحسي الاعتيادي، ويظهر دون نية إرادية. تتضمن العديد من الجوانب المختلفة للأعمال اليومية من حل المشكلات والتفكير العلمي والنشاط الإبداعي التوليد الإرادي المتعمد للتصور العقلي.

#### الطريقة اللاإرادية
ينشأ توليد التصور العقلي اللاإرادي من التنبيه الحسي الحاضر والمعلومات الإدراكية مباشرة. على سبيل المثال، حين يرى الشخص شيئا ما، فإنه يخلق صورة ذهنية له، ويحافظ على هذا التصور وهو يبعد نظره أو يغلق عينيه، أو حين يسمع الشخص صوتًا ما ويحافظ على صورته السمعية بعد تلاشي الصوت أو تحوله لغير محسوس.

#### الطريقة الإرادية
قد يشابه التصور العقلي الإرادي الخبرة والإدراك الحسي السابق المسترجَع من الذاكرة، أو قد تكون الصور جديدة كليًا من نتاج الخيال.

### التقنية
يدل مصطلح التصور الموجه إلى التقنية المستخدمة في المثال الثاني (الإرادي)، والتي تُسترجَع فيها الصور من الذاكرة طويلة الأمد أو قصيرة الأمد، أو تُخلَق من المخيلة، أو مزيج من الاثنين، استجابةً للتوجيه أو الإرشاد أو الإشراف. لذا فإن التصور الموجه: هو المحاكاة المساعدة أو إعادة خلق التجارب الإدراكية عبر الوسائل الحسية.

## التصور العقلي واعتلال الصحة
قد يفاقم التصور العقلي، وبالأخص التصور السمعي والبصري، عددًا من الحالات الفيزيائية والعقلية ويزيدها سوءًا.
وطبقًا لمبادئ الفيزيولوجيا النفسية وعلم الأعصاب المناعي النفسي، يعود ذلك إلى أن الطريقة التي يدرك بها الفرد حالته العقلية والفيزيائية تؤثر على العمليات الحيوية، بما في ذلك قابلية الإصابة بالاعتلال أو العدوى أو المرض، وأن الإدراك مشتق بشكل ملحوظ من التصور العقلي. بمعنى أنه في بعض الحالات، تتحدد شدة الاضطراب أو المرض أو الاعتلال الفيزيائي والعقلي للفرد جزئيًا بصوره -بما في ذلك المحتوى والحيوية والكثافة والوضوح والتواتر التي يُختَبَر بها- بصفتها متدخلة وغير مطلوبة.
قد يفاقم الشخص من الأعراض ويزيد شدة الألم أو الضغط المدرك بعدة حالات عبر توليد تصور عقلي يعزز شدتها، وغالبًا ما يكون إراديًا.
على سبيل المثال، تبين أن التصور العقلي يلعب دورًا رئيسيًا في المساهمة في إثارة أو زيادة شدة التجربة والأعراض في متلازمة الكرب التالي للصدمة النفسية والاشتهاء القهري واضطرابات الأكل مثل القهم العصبي والنهام العصبي والفالج التشنجي والإعاقة الناتجة عن السكتة أو الحادث الوعائي الدماغي وحصار الوظيفة المعرفية والتحكم الحركي بسبب التصلب المتعدد والقلق الاجتماعي أو الفوبيا واضطراب ثنائي القطب والفصام واضطراب نقص الانتباه مع فرط النشاط والاكتئاب.

## أمثلة عن الحالات المتفاقمة بالتصور العقلي
تعَد التحديات والصعوبات المذكورة آنفًا بعضًا من ذوات الأدلة التي تظهِر أن الفرد قد يفاقم أعراضه ويزيد شدة الألم أو الضغط المدرَك بسبب الحالة عبر توليد تصور عقلي يعزز شدة المرض.
يفصّل ما يلي في الطريقة التي يساهم بها التصور العقلي في الحالات الأربعة المعينة أو يفاقمها، وهذه الحالات هي:
- اضطراب الكرب التالي للصدمة النفسية.
- القلق الاجتماعي.
- الاكتئاب.
- اضطراب ثنائي القطب.

### اضطراب الكرب التالي للصدمة النفسية
ينشأ اضطراب الكرب التالي للصدمة النفسية غالبًا عن مواجهة أو مشاهدة (شهادة) حدث صادم نفسيًا يتضمن الموت أو الأذية الخطيرة أو التهديد الواضح للآخرين أو للشخص نفسه، والصور المزعجة التدخلية، التي يصفها المريض غالبًا بـ«الارتجاعات»، وهو عرض شائع لهذه الحالة عبر ديموغرافيات العمر والجندر وطبيعة الحدث الصادم المرسب. يكون هذا التصور العقلي -غير المطلوب حيويًا- (واضحًا) بشدة، ويثير ذكريات الصدمة الأصلية المترافقة بعواطف أو مشاعر متصاعدة والتجربة الذاتية للخطر وتهديد السلامة في الحاضر «هنا والآن».

### القلق الاجتماعي
يملك الأفراد الذين يعانون من القلق الاجتماعي ميلًا أكبر من الطبيعي إلى الخوف من المواقف التي تتضمن الانتباه العام، مثل التحدث إلى جمهور أو أداء مقابلة، أو لقاء أشخاص غير مألوفين بالنسبة لهم، أو حضور الأحداث ذات الطبيعة غير المتوقعة. وكما هو الحال في اضطراب الكرب التالي للصدمة النفسية يشترك المصابون بالقلق الاجتماعي في المعاناة من التصور العقلي الحيوي، وغالبًا ما تتضمن صورًا تعيد إحياء أحداث مجرَّبة مسبقًا أو حدث مخيف أو مؤلم يثير المشاعر السلبية، مثل الإحراج أو الخزي أو الارتباك. بهذه الطريقة، يساهم التصور العقلي في حفظ القلق الاجتماعي وبقائه، كما يفعل في اضطراب الكرب التالي للصدمة النفسية.
على وجه الخصوص، يتضمن التصور العقلي الموصوف من قبل المصابين بالقلق الاجتماعي بشكل مشترك ما يطلق عليه علماء النفس «منظور المراقِب». ويتألف من صورة لأنفسهم، تشابه منظور شخص مراقب، يدركها هؤلاء الذين يعانون من القلق الاجتماعي عن أنفسهم سلبًا، كما لو أنها من وجهة نظر الشخص المراقب. يشيع هذا التصور العقلي أيضًا لدى المصابين بأنواع أخرى من القلق، والذين نفذِت قدرتهم على توليد تصور محايد أو إيجابي أو سار.

### الاكتئاب
قد تكون القدرة على استرجاع التصور المؤكد الإيجابي السار -سواء بشكل إرادي أو لا إرادي- شرطًا هامًا لإدراك المزاج الإيجابي أو المشاعر والتفاؤل والحفاظ عليه، وتتعطل هذه القدرة غالبًا لدى المصابين بالاكتئاب. يتألف الاكتئاب من الضغط العاطفي والعطل المعرفي الذي قد يتضمن مشاعر اليأس والحزن المتغلغل والتشاؤم ونقص الدافع والانسحاب الاجتماعي وصعوبات في التركيز على المهمات الفيزيائية أو العقلية والنوم المضطرب.
في حين يترافق الاكتئاب في كثير من الأحيان بالاجترار السلبي لأنماط التفكير اللفظي التي تتجلى على هيئة كلام داخلي غير منطوق. يبلّغ تسعون بالمئة من المرضى المكتئبين عن تصور عقلي تدخلي مقلق ينبه تجميع التجارب السلبية السابقة ويعيدها، فيفسره الشخص المكتئب بطريقة تزيد حدة مشاعر اليأس والقنوط. بالإضافة إلى ذلك، يواجه الأفراد الذين يعانون من الاكتئاب صعوبات في استحضار تصور عقلي استباقي يشير لمستقبل إيجابي. يشمل التصور العقلي الاستباقي الذي يواجهه المصابين بالاكتئاب في قمة يأسهم صورًا حيوية وتخطيطية متعلقة بالانتحار، وهي ما يطلق عليه بعض علماء النفس والأطباء النفسيين «ومضات مستقبلية».

### اضطراب ثنائي القطب
يتميز اضطراب ثنائي القطب بسلسلة من نوبات الهوس تتخللها فترات من الاكتئاب. يعاني تسعون بالمئة من المرضى من اضطراب القلق بالاشتراك في مرحلة ما، ويوجد انتشار ملحوظ للانتحار بين المصابين. يساهم التصور العقلي الاستباقي الذي يشير لفرط النشاط أو الهوس واليأس في نوبات الهوس والاكتئاب على التوالي في اضطراب ثنائي القطب.